# Resolver
Resolver jest to urządzenie służące do pomiaru kąta. Podobny do małego silnika elektrycznego. Stojan ma dwa uzwojenia ustawione pod kątem prostym, a wirnik jedno uzwojenie, z którego odczytywany jest sygnał.